# Utako Okamoto
Pour les articles homonymes, voir Okamoto.
Utako Okamoto (岡本歌子, Okamoto Utako, 1 avril 1918 - 21 avril 2016) est une médecin et scientifique japonaise. Elle est connue pour avoir découvert, dans les années 1960, l'acide tranexamique, un médicament permettant de traiter les hémorragies du post-partum lors de l'accouchement.
Après avoir publié ses résultats en 1962, elle devient présidente de l'Université de Kobe Gakuin, où elle travaille de 1966 jusqu'à sa retraite en 1990. La carrière d'Utako Okamoto est cependant entravée par un environnement très masculin. Au cours de sa vie, elle n'a réussi pas à convaincre les obstétriciens de Kobe de tester l'agent antifibrinolytique.

## Éducation
Utako Okamoto commence à étudier les soins dentaires en 1936, puis se tourne rapidement vers la médecine en s'inscrivant à l'Université de médecine pour femmes de Tokyo (ja). Elle obtient son diplôme en décembre 1941. 
Utako Okamoto se marie à Shosuke Okamoto. Ensemble, ils ont une fille, Kumi Nakamura. 

## Carrière
En janvier 1942, Utako Okamoto débute comme assistante de recherche à l'Université de médecine pour femmes de Tokyo pour faire des recherches sur le cervelet sous la direction d'un neuro-physiologiste.  
Après la Seconde Guerre mondiale et la Seconde Guerre sino-japonaise, elle rejoint l'Université Keiō de Shinanomachi à Tokyo. Comme les ressources sont rares, elle et son mari Shosuke Okamoto se tournent vers la recherche sur le sang dans l'espoir de trouver un traitement pour l'hémorragie du post-partum, un médicament puissant pour arrêter les saignements après l'accouchement. Ils commencent par étudier l'acide aminocaproïque (EACA). Ils se penchent ensuite sur un produit chimique apparenté, l'acide tranexamique. Le couple constate que celui-ci est 27 fois plus puissant dans l'arrêt des hémorragies en bloquant la fibrinolyse, le procédé de dissolution des caillots sanguins. Les résultats sont publiés dans le Keio Journal of Medicine en 1962. 
Dans le Japon dominé par les hommes, Utako Okamoto a dû lutter contre le sexisme. Un collègue et elle ont été invités à quitter une conférence pédiatrique, car l'événement n'était pas pour « les femmes et les enfants » (onna kodomo), un terme qu'elle n'avait jamais entendu auparavant et qu'elle a repris dans un entretien de 2012,. 
Après avoir présenté ses recherches pour la première fois, les membres masculins du public l'ont ridiculisée en lui demandant si elle allait danser pour eux. 
Dans un entretien filmé, Utako Okamoto déclare : « Les hommes sont toujours conscients des différences fondamentales entre les hommes et les femmes, et ne peuvent donc s'empêcher de se considérer comme supérieurs. J'ai donc utilisé cela à mon avantage en caressant leurs ego. [. . . ] Jusqu'à [que j'aie eu un enfant], je pouvais compenser les inconvénients d'être une femme en travaillant de plus longues heures - 10 heures par jour au lieu des 8 heures travaillées par les hommes ». Ne trouvant pas de garderie pour sa fille à l'Université Keiō, elle l'amène au laboratoire, « [en espérant] qu'elle se comporterait bien »

### Découverte
La qualité de l'acide tranexamique découverte par Utako Okamoto n'est pas reconnue pendant des années et ce n'est qu'en 2009 qu'il a été inscrit sur la liste OMS des médicaments essentiels à utiliser lors de la chirurgie cardiaque. 
En 2010, un grand essai randomisé contrôlé chez des patients traumatisés a montré son efficacité remarquable s'il était administré dans les 3 heures suivants la blessure. Toujours en 2010, l'essai WOMAN (World Maternal Antifibrinolytic) lance une étude randomisée, en double aveugle et contrôlée par placebo sur l'acide tranexamique chez 20 060 femmes atteintes d'hémorragie post-partum. Le processus se termine en 2016 et les résultats rendus publics, en avril 2017, montrent que l'acide tranexamique réduit le nombre de décès chez 10 036 femmes traitées par rapport au 9 985 sous placebo sans effets indésirables. Utako Okamoto décède quelques mois avant la fin de l'étude.  

## Voir également
- Femmes au Japon